# 駿河灣無鰭蛇鰻
駿河灣無鰭蛇鰻為輻鰭魚綱鰻鱺目糯鰻亞目蛇鰻科的其中一種，分布於西北太平洋的日本駿河灣海域，棲息深度111-114公尺，體長可達4.9公分，棲息在底層水域，屬肉食性。

## 擴展閱讀
維基物種上的相關：駿河灣無鰭蛇鰻